# Strada statale 135 Litoranea Zaratina
La strada statale 135 Litoranea Zaratina (SS 135), ora parte della D306 tra Cosino (Kožino) e Zara, parte ricadente nella viabilità urbana di Zara e parte della D8 tra Zara e Sant'Elena in Croazia, era una strada statale italiana situata nella provincia di Zara, all'epoca facente parte del Regno d'Italia.

## Percorso

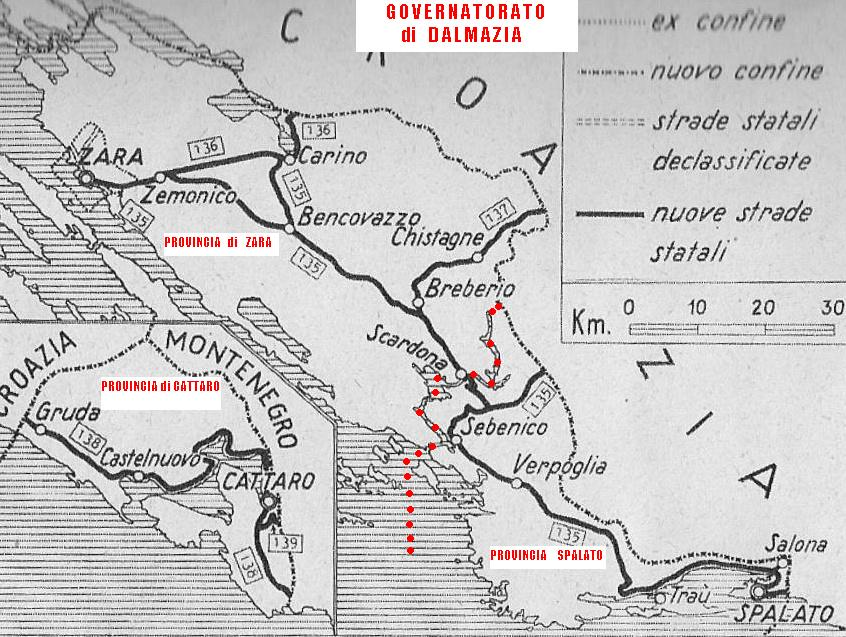
Rete stradale statale nel Governatorato della Dalmazia.

La strada tagliava da nord a sud la provincia di Zara nel suo nucleo originario, correndo non lontano dalla costa.
Aveva inizio dal confine jugoslavo posto a nord nei pressi di Cosino (Kožino), proseguiva in direzione sud-est fino a raggiungere la parte orientale di Zara dove incrociava la strada statale 136 Mediana Zaratina e la strada statale 137 Orientale Zaratina provenienti dal porto.
Continuava quindi in direzione sud-est, riavvicinandosi alla costa e terminando al confine jugoslavo posto a sud nei pressi di Sant'Elena.

## Storia
Inserita nel nucleo iniziale delle strade statali nel 1928, fu affidata alle cure dell'A.A.S.S. fino al 1942.
A seguito dell'annessione italiana di territori jugoslavi avvenuta a partire dal 1941, si rese necessaria un'opera di riorganizzazione del sistema stradale. Nel 1942 avvenne pertanto la sua declassificazione, mentre la numerazione fu contestualmente adottata per la nuova strada statale 135 della Dalmazia.
Con l'armistizio di Cassibile, lo Stato indipendente di Croazia occupò i territori dalmati, ma la zona attorno Zara dove la strada si sviluppava rimase sotto la sovranità dell'Italia fino all'invasione del novembre 1944 da parte delle truppe jugoslave.
Formalmente solo a seguito del Trattato di Parigi nel 1947 l'intera area di Zara è passata sotto giurisdizione jugoslava e dal 1992 appartiene alla Croazia.